# Auffay
Auffay és un municipi francès situat al departament del Sena Marítim i a la regió de Normandia. L'any 2007 tenia 1.765 habitants.

## Demografia

### Població
El 2007 la població de fet d'Auffay era de 1.765 persones. Hi havia 787 famílies de les quals 257 eren unipersonals (76 homes vivint sols i 181 dones vivint soles), 233 parelles sense fills, 229 parelles amb fills i 68 famílies monoparentals amb fills.
La població ha evolucionat segons el següent gràfic:
Habitants censats

### Habitatges
El 2007 hi havia 867 habitatges, 788 eren l'habitatge principal de la família, 26 eren segones residències i 54 estaven desocupats. 605 eren cases i 257 eren apartaments. Dels 788 habitatges principals, 361 estaven ocupats pels seus propietaris, 407 estaven llogats i ocupats pels llogaters i 20 estaven cedits a títol gratuït; 50 tenien una cambra, 54 en tenien dues, 155 en tenien tres, 231 en tenien quatre i 297 en tenien cinc o més. 507 habitatges disposaven pel capbaix d'una plaça de pàrquing. A 395 habitatges hi havia un automòbil i a 208 n'hi havia dos o més.

### Piràmide de població
La piràmide de població per edats i sexe el 2009 era:
| Homes | Edats   | Dones |
| ----- | ------- | ----- |
| 0     | 95 o +  | 4     |
| 0     | 90 a 94 | 16    |
| 12    | 85 a 89 | 16    |
| 24    | 80 a 84 | 24    |
| 40    | 75 a 79 | 52    |
| 44    | 70 a 74 | 88    |
| 24    | 65 a 69 | 52    |
| 24    | 60 a 64 | 40    |
| 48    | 55 a 59 | 36    |
| 64    | 50 a 54 | 80    |
| 84    | 45 a 49 | 76    |
| 80    | 40 a 44 | 92    |
| 56    | 35 a 39 | 36    |
| 44    | 30 a 34 | 44    |
| 40    | 25 a 29 | 40    |
| 52    | 20 a 24 | 88    |
| 68    | 15 a 19 | 76    |
| 56    | 10 a 14 | 52    |
| 44    | 5 a 9   | 60    |
| 28    | 0 a 4   | 40    |

## Economia
El 2007 la població en edat de treballar era de 1.101 persones, 796 eren actives i 305 eren inactives. De les 796 persones actives 685 estaven ocupades (392 homes i 293 dones) i 110 estaven aturades (43 homes i 67 dones). De les 305 persones inactives 99 estaven jubilades, 82 estaven estudiant i 124 estaven classificades com a «altres inactius».

### Ingressos
El 2009 a Auffay hi havia 823 unitats fiscals que integraven 1.869 persones, la mediana anual d'ingressos fiscals per persona era de 15.230 €.

### Activitats econòmiques
Dels 112 establiments que hi havia el 2007, 3 eren d'empreses alimentàries, 4 d'empreses de fabricació d'altres productes industrials, 16 d'empreses de construcció, 28 d'empreses de comerç i reparació d'automòbils, 2 d'empreses de transport, 6 d'empreses d'hostatgeria i restauració, 1 d'una empresa d'informació i comunicació, 9 d'empreses financeres, 2 d'empreses immobiliàries, 13 d'empreses de serveis, 20 d'entitats de l'administració pública i 8 d'empreses classificades com a «altres activitats de serveis».
Dels 37 establiments de servei als particulars que hi havia el 2009, 1 era una oficina de correu, 3 oficines bancàries, 1 taller d'inspecció tècnica de vehicles, 2 autoescoles, 4 paletes, 1 guixaire pintor, 8 lampisteries, 4 empreses de construcció, 5 perruqueries, 3 veterinaris, 2 restaurants, 2 agències immobiliàries i 1 saló de bellesa.
Dels 20 establiments comercials que hi havia el 2009, 2 eren supermercats, 1 una gran superfície de material de bricolatge, 1 una botiga de més de 120 m², 3 fleques, 4 carnisseries, 1 una peixateria, 2 botigues de roba, 1 una botiga d'equipament de la llar, 2 drogueries, 1 una perfumeria i 2 floristeries.
L'any 2000 a Auffay hi havia 12 explotacions agrícoles que ocupaven un total de 595 hectàrees.

## Equipaments sanitaris i escolars
El 2009 hi havia 2 farmàcies i 1 ambulància.
El 2009 hi havia 1 escola maternal i 1 escola elemental. Auffay disposava d'un col·legi d'educació secundària amb 623 alumnes.

## Poblacions més properes
El següent diagrama mostra les poblacions més properes.